# Famoso Quem?
Famoso Quem? foi um programa de televisão produzido e exibido pelo SBT em parceria com a produtora FremantleMedia. Lançado em 14 de setembro de 2013, com término em 2 de novembro do mesmo ano, sucedeu o programa Festival Sertanejo e foi substituído pelo programa Máquina da Fama. Sem apresentador, o programa possui apenas jurados e participantes. Originado do My Name Is, a atração recebeu vários covers de artistas, que tiveram que convencer os jurados que foram na verdade o artista escolhido.
O júri foi composto por Bruna Tang, Diego Ramiro e Paulinho Serra, tendo ainda Thammy Miranda como apresentador dos bastidores, além de Marcelo Boffat e Lola Melnick como técnico em voz e dança, respectivamente.

## O programa
A atração recebe vários covers de artistas que terão que mostrar aos jurados que se parecem mais com seus artistas. Em cada episódio serão escolhidos quatro pessoas que terão supervisão técnica de Marcelo Boffat e Lola Melnick e após voltarão ao palco para apresentar um cover mais profissional. O melhor de todos, escolhido pelos jurados estará automaticamente classificado para o final do programa e ganhará cinco mil reais em barra de ouro. Na final, serão reunidos todos os finalistas para disputarem o título de melhor cover e ganhar um carro zero quilômetro.

## Produção
O programa foi criado por Albert Verlinde e desenvolvido pela Blue Circle, posteriormente vendido a FremantleMedia, e sendo exibida na Holanda, pelo canal RTL4 e na Bélgica pelo canal VTM em 2010 atingindo a primeira posição na audiência com um milhão e meio de telespectadores. A atração também foi exibida em países como Alemanha e França. Em sua chamada para a reformulação na grade em comemoração ao aniversário do SBT em julho de 2013, foi anunciado que estavam abertas as inscrições para candidatos a participar do programa pelo site oficial do programa. Para a bancada de jurados, a direção fez testes com diversos artistas incluindo Bruno Motta, Isabella Fiorentino, Luiz Thunderbird, Didi Effe, Eduardo Dusek e Lívia Andrade.
Em 12 de agosto de 2013 foi anunciado que a bancada de jurados seria composto por Bruna Tang, Diego Ramiro e Paulinho Serra, tendo ainda Thammy Miranda como apresentador dos bastidores, além de Marcelo Boffat e Lola Melnick como técnico em voz e dança, respectivamente. No dia 2 de outubro de 2013 foi ventilado na imprensa que o programa seria cancelado pela audiência baixa e falta de patrocinadores. Em 19 de outubro a informação é confirmada pela direção, alegando os índice na audiência baixos. O programa saiu do ar em 2 de novembro com apenas sete episódios realizados, sendo que o programado era de quinze.

## Recepção

### Audiência
A atração na sua estreia, concedeu ao SBT o terceiro lugar na audiência ficando com uma média de audiência de 4,7.

### Crítica
Mauricio Stycer para o Universo Online (UOL) disse que o SBT escolheu muito bem Paulinho Serra e Thammy Miranda como integrantes da atração. Ele também assinalou que a produção do programa é superior a de outros da casa.